# Slaget ved Lovejoy's Station
Slaget ved Lovejoy's Station blev udkæmpet den 20. august 1864 i nærheden af det, som i dag er Lovejoy i Clayton County, Georgia, under Atlanta kampagnen i den amerikanske borgerkrig. De to sider var endt i noget af et dødvande hvor Unionen halvvejs havde omringet Atlanta og de konfødererede forsvarere blev i deres stillinger.

## Slaget
Mens konføderationens kavaleri under generalmajor Joseph Wheeler raidede Unionens forsyningslinjer i det nordlige Georgia og østlige Tennessee sendte Unionens øverstkommanderende, generalmajor William T. Sherman kavaleriet under brigadegeneral Hugh Judson Kilpatrick af sted for at raide konføderationens forsyningslinjer. Efter at være taget af sted den 18. august ramte Kilpatrick Atlanta & West Point Railroad samme aften og ødelagde et mindsre stykke af sporet. Dernæst fortsatte han mod Lovejoy's Station ved Macon & Western Railroad. Undervejs, den 19. august, angreb Kilpatrick's mænd forsyningsdepotet i Jonesborough for Macon & Western Railroad, og afbrændte store mængder af forsyninger. Den 20. august nåede de Lovejoy's Station og begyndte deres ødelæggelse der. Konfødereret infanteri fra Patrick Cleburne's division nåedefrem og raiderne blev tvunget til at kæmpe til ud på aftenen, og flygtede til sidst for at undgå at blive omringet. Selv om Kilpatrick havde ødelagt forsyninger og spor ved Lovejoy's Station, var jernbanelinjen i drift igen to dage senere.

## Andre kampe ved Lovejoy's Station
National Park Service betragter kampen den 20. august som et slag, men der var tre andre træfninger ved Lovejoy i 1864: Brigadegeneral Edward M. McCook's kavaleri raid den 29. juli og 30. juli, kampene fra 2. til 6. september og kavaleritræfningen den 16. november. Der foregår i øjeblikket historisk arkæologiske undersøgelser af dele af slagmarken langs Jonesboro Road, øst for U.S. Highway 41.

## Eksterne links
- Henry County fundraising Arkiveret 27. september 2006 hos  Wayback Machine
- Flint River Basin Archaeological Survey Arkiveret 25. juni 2008 hos  Wayback Machine